# دنیل فریدمن
دنیل زی. فریدمن (به انگلیسی: Daniel Z. Freedman) یک فیزیک‌دان نظری اهل آمریکا است. او هم‌اکنون استاد فیزیک و ریاضیات کاربردی در موسسه فناوری ماساچوست است. شهرت او بیشتر به خاطر کارهایش در ابرگرانش می‌باشد.